# Polilogarytm
Polilogarytm (funkcja Jonquière’a) – funkcja specjalna zdefiniowana w następujący sposób:
{\displaystyle \mathrm {Li} _{\nu }(z)=\sum \limits _{k=1}^{\infty }{\frac {z^{k}}{k^{\nu }}}}.
Szereg ten jest zbieżny dla {\displaystyle |z|<1} i dowolnego zespolonego {\displaystyle \nu .} Z tego względu {\displaystyle z=1} to punkt osobliwy dla każdego {\displaystyle \mathrm {Li} _{\nu }(z).}
Można także zdefiniować polilogarytm w sposób rekurencyjny:
{\displaystyle \mathrm {Li} _{1}(z)=-\ln {(1-z)},}
{\displaystyle \mathrm {Li} _{n}(z)=\int \limits _{0}^{z}{\frac {\mathrm {Li} _{n-1}(t)}{t}}\,dt}
dla {\displaystyle n=2,3,4,\dots }
Uogólnieniem funkcji jest funkcja przestępna Lercha (ang. Lerch transcendent).

## Niektóre własności[1]
- {\displaystyle \mathrm {Li} _{1}(z)=-\ln {(1-z)}}
- {\displaystyle \mathrm {Li} _{2}(z)+\mathrm {Li} _{2}(1-z)={\frac {1}{6}}\pi ^{2}-\ln z\ln {(1-z)}}
- {\displaystyle \mathrm {Li} _{2}(x^{2})=2\left[\mathrm {Li} _{2}(x)+\mathrm {Li} _{2}(-x)\right]}
- {\displaystyle \mathrm {Li} _{2}(-1/x)+\mathrm {Li} _{2}(-x)=-{\frac {1}{6}}\pi ^{2}-{\frac {1}{2}}(\ln x)^{2}}
- Redukcja do funkcji ζ Riemanna:
{\displaystyle \mathrm {Li} _{\nu }(1)=\zeta (\nu )}
- Redukcja do funkcji η Dirichleta:

{\displaystyle \mathrm {Li} _{\nu }(-1)=-\eta (\nu )}
- Relacje z funkcja przestępną Lercha (ang. Lerch transcendent)[2]:

{\displaystyle Li_{n}(z)=z\Phi (z,n,1)}